# Cubillas de Santa Marta (kommunhuvudort)
Cubillas de Santa Marta är en kommunhuvudort i Spanien.   Den ligger i provinsen Provincia de Valladolid och regionen Kastilien och Leon, i den centrala delen av landet, 170 km norr om huvudstaden Madrid. Cubillas de Santa Marta ligger 768 meter över havet och antalet invånare är 292.
Terrängen runt Cubillas de Santa Marta är lite kuperad. Runt Cubillas de Santa Marta är det glesbefolkat, med 19 invånare per kvadratkilometer. Närmaste större samhälle är Dueñas, 7,4 km nordost om Cubillas de Santa Marta. Trakten runt Cubillas de Santa Marta består till största delen av jordbruksmark.